# 前田川克郎
前田川 克郎（まえだがわ かつろう、1939年2月9日 - 1998年11月4日）は、岩手県江刺市稲瀬（現役当時、現・同県奥州市）出身で高砂部屋に所属した大相撲力士。本名は高橋 勝郎（たかはし かつろう）。最高位は西関脇（1961年7月場所・1962年7月場所）。現役当時の体格は170cm、117kg。得意手は左四つ、寄り、突き、押し。大相撲の黄金時代の一つである、「柏鵬時代」に活躍した力士の1人である。

## 来歴・人物
実家は農家。地元の草相撲で活躍していたが、中学2年生の時上京して高砂部屋に入門し、1952年9月場所にて13歳で初土俵を踏んだ。1954年春までは、中学に通いながら相撲を取っている。走るのは非常に苦手であったようであり、本人曰く「みんなが行くのの半分」との事であった。
入門時の年齢がとても若く、また小柄であったので、前相撲で6連敗するなど最初は出世も遅かった。しかし、20歳の頃からは体もでき、以後は持ち前の激しい突き押しを武器に徐々に昇進していった。1961年5月場所7日目に行われた高砂一門座談会では、押しの一本気さについて言及されている。
1960年1月場所後、21歳で新十両に昇進。十両は負け越しなしで4場所で突破し、同年11月場所で新入幕を果たした。
突貫小僧の異名を持ち、入幕後すぐに幕内上位に進出した。
1961年3月場所では、同部屋の先輩である横綱・朝潮と最後まで優勝を争い、12勝3敗と大きく勝ち越して初の三賞（敢闘賞）を受賞。7月場所では最高位となる西関脇に進み、その場所優勝した大関・大鵬を破るなど奮闘したが、7勝8敗と惜しくも負け越した。小結に後退した翌9月場所では、初日に大関・柏戸、4日目に再度大鵬を破ったがそれ以外はすべて負けて2勝13敗に終わるという珍しい星を残している。
幕内時代にはニンジン、ミカン、卵、牛乳をミキサーで混ぜた高カロリーのドリンクで体を作っていた。体作りが功を奏したのかその後もしばしば上位陣を苦しめ、1964年5月場所では、4日目に横綱・大鵬の連勝を34で止める殊勲の星も挙げている。しかしその場所も3勝12敗と大負けしたように、幕内上位での成績にはムラがあり、その後はだんだんと上位での活躍もなくなっていった。上位にいた長身の力士達に弱かったのも、上位での活躍がなくなっていた要因と言える。
1965年11月場所を最後に十両に下がり、1967年3月場所では東十両15枚目の地位で9勝6敗と勝ち越した。しかし、場所後関取の人員を16人削減する「番付削減」が敢行された煽りを受け翌5月場所、不運にも西幕下筆頭に下げられてしまった。なおこの時勝ち越しながら幕下降格となった関取は前田川含め3人いたものの、他の2人は8勝7敗であり、9勝を挙げながら幕下降格の憂き目となったのは前田川のみであった。
5月場所では皆勤したものの2勝5敗と負け越し、同場所限り、「(番付の)上がり下がりが早いよ」と言い残して28歳で引退。年寄名跡を得られなかったため、引退後は日本相撲協会に残る事はなかった。
その後は、東京都杉並区内のスーパーマーケットに勤務した後郷里に戻り、岩手県経済連の水沢配送センターに勤めた。
1998年11月4日、肺癌のため岩手県水沢市内の病院で逝去。享年59。
験をかついで下の名をたびたび改名し、「克郎」は「勝つだろう」と読めるから駄目だと「勝雄」にしてみたり、それでも足りないと「克」（かつ）一文字にするなどした。
なお「前田川」の四股名は、同部屋の大先輩・大田山も十両昇進前に名乗っていた事がある。

## 主な成績・記録
- 通算成績：445勝480敗 勝率.481
- 幕内成績：204勝261敗 勝率.439
- 現役在位：79場所
- 幕内在位：31場所
- 三役在位：4場所（関脇2場所、小結2場所）
- 三賞：3回
  - 敢闘賞：2回（1961年3月場所、1965年5月場所）
  - 技能賞：1回（1964年9月場所）
- 雷電賞：1回（1961年3月場所）
- 金星：1個（大鵬1個、1964年5月場所4日目）
- 連続出場：925番（序ノ口以来、1953年1月場所-1967年5月場所）

### 場所別成績
| | 一月場所 初場所（東京） | 三月場所 春場所（大阪） | 五月場所 夏場所（東京） | 七月場所 名古屋場所（愛知） | 九月場所 秋場所（東京） | 十一月場所 九州場所（福岡） |
| --- | ----------------------- | ----------------------- | ----------------------- | --------------------------- | ----------------------- | --------------------------- |
| 1952年 （昭和27年） | x                       | x                       | x                       | x                           | 西番付外 0–6            | x                           |
| 1953年 （昭和28年） | 西序ノ口14枚目 2–7      | 東序二段45枚目 3–5      | 東序二段48枚目 2–6      | x                           | 西序二段51枚目 4–4      | x                           |
| 1954年 （昭和29年） | 西序二段41枚目 4–4      | 東序二段23枚目 5–3      | 西序二段4枚目 2–6       | x                           | 西序二段12枚目 6–2      | x                           |
| 1955年 （昭和30年） | 東三段目62枚目 6–2      | 東三段目34枚目 3–5      | 西三段目36枚目 5–3      | x                           | 東三段目14枚目 6–2      | x                           |
| 1956年 （昭和31年） | 西幕下57枚目 7–1        | 西幕下32枚目 1–7        | 東幕下44枚目 6–2        | x                           | 東幕下35枚目 4–4        | x                           |
| 1957年 （昭和32年） | 東幕下33枚目 5–3        | 東幕下25枚目 2–6        | 西幕下33枚目 5–3        | x                           | 東幕下27枚目 6–2        | 西幕下18枚目 3–5            |
| 1958年 （昭和33年） | 東幕下24枚目 3–5        | 東幕下28枚目 1–7        | 東幕下45枚目 2–6        | 東幕下54枚目 3–5            | 西幕下62枚目 5–3        | 東幕下52枚目 4–4            |
| 1959年 （昭和34年） | 西幕下50枚目 3–5        | 西幕下50枚目 6–2        | 東幕下35枚目 4–4        | 東幕下34枚目 7–1            | 西幕下17枚目 5–3        | 西幕下12枚目 6–2            |
| 1960年 （昭和35年） | 西幕下7枚目 7–1         | 東十両18枚目 8–7        | 東十両13枚目 9–6        | 東十両9枚目 9–6             | 東十両4枚目 12–3        | 東前頭14枚目 9–6            |
| 1961年 （昭和36年） | 西前頭6枚目 5–10        | 西前頭8枚目 12–3 敢     | 東前頭筆頭 9–6          | 西関脇 7–8                  | 東張出小結 2–13         | 西前頭7枚目 8–7             |
| 1962年 （昭和37年） | 東前頭6枚目 5–10        | 東前頭12枚目 9–6        | 東前頭3枚目 10–5        | 西関脇 6–9                  | 東前頭筆頭 4–11         | 東前頭8枚目 7–8             |
| 1963年 （昭和38年） | 東前頭10枚目 7–8        | 西前頭10枚目 6–9        | 東前頭12枚目 10–5       | 西前頭5枚目 3–12            | 西前頭12枚目 9–6        | 西前頭5枚目 8–7             |
| 1964年 （昭和39年） | 東前頭2枚目 4–11        | 西前頭8枚目 11–4        | 西前頭2枚目 3–12 ★      | 西前頭8枚目 8–7             | 東前頭6枚目 9–6 技      | 西小結 2–13                 |
| 1965年 （昭和40年） | 西前頭6枚目 6–9         | 東前頭8枚目 6–9         | 西前頭9枚目 11–4 敢     | 西前頭2枚目 2–13            | 東前頭10枚目 5–10       | 西前頭14枚目 1–14           |
| 1966年 （昭和41年） | 東十両8枚目 5–10        | 西十両13枚目 7–8        | 東十両15枚目 10–5       | 西十両7枚目 7–8             | 東十両8枚目 5–10        | 西十両17枚目 8–7            |
| 1967年 （昭和42年） | 東十両12枚目 6–9        | 東十両15枚目 9–6        | 西幕下筆頭 引退 2–5–0   | x                           | x                       | x                           |
| 各欄の数字は、「勝ち-負け-休場」を示す。 優勝 引退 休場 十両 幕下 三賞：敢=敢闘賞、殊=殊勲賞、技=技能賞 その他：★=金星 番付階級：幕内 - 十両 - 幕下 - 三段目 - 序二段 - 序ノ口 幕内序列：横綱 - 大関 - 関脇 - 小結 - 前頭（「#数字」は各位内の序列） |                         |                         |                         |                             |                         |                             |

### 幕内対戦成績
| 青ノ里 | 5 | 11 | 浅瀬川       | 2 | 1    | 天津風 | 6 | 3  | 荒岐山   | 1 | 0 |  |  |  |
| 荒波   | 2 | 3  | 一乃矢       | 1 | 1    | 宇多川 | 8 | 1  | 追手山   | 4 | 1 |  |  |  |
| 扇山   | 2 | 1  | 大晃         | 4 | 6    | 岡ノ山 | 3 | 0  | 小城ノ花 | 6 | 6 |  |  |  |
| 海山   | 1 | 0  | 海乃山       | 5 | 5(1) | 開隆山 | 5 | 7  | 柏戸     | 2 | 6 |  |  |  |
| 金乃花 | 7 | 10 | 北ノ國       | 1 | 2    | 北の洋 | 3 | 1  | 北の冨士 | 1 | 2 |  |  |  |
| 北葉山 | 4 | 10 | 君錦         | 3 | 5    | 清國   | 0 | 3  | 清勢川   | 4 | 2 |  |  |  |
| 麒麟児 | 0 | 2  | 高鐵山       | 4 | 2    | 琴ヶ濱 | 3 | 2  | 琴櫻     | 0 | 4 |  |  |  |
| 逆鉾   | 2 | 0  | 佐田の山     | 1 | 10   | 沢光   | 2 | 1  | 大豪     | 4 | 5 |  |  |  |
| 大心   | 0 | 2  | 大鵬         | 3 | 8    | 大雄   | 2 | 1  | 玉嵐     | 0 | 3 |  |  |  |
| 玉乃海 | 1 | 0  | 玉乃島       | 0 | 4    | 玉響   | 1 | 1  | 常錦     | 5 | 5 |  |  |  |
| 鶴ヶ嶺 | 6 | 7  | 出羽錦       | 5 | 5    | 天水山 | 1 | 1  | 時津山   | 1 | 0 |  |  |  |
| 栃王山 | 2 | 0  | 栃ノ海       | 1 | 10   | 栃光   | 1 | 11 | 豊國     | 6 | 8 |  |  |  |
| 鳴門海 | 1 | 0  | 成山         | 2 | 0    | 羽黒川 | 5 | 7  | 羽黒山   | 4 | 7 |  |  |  |
| 長谷川 | 1 | 1  | 花光         | 1 | 0    | 廣川   | 2 | 2  | 福田山   | 3 | 2 |  |  |  |
| 房錦   | 3 | 0  | 星甲         | 0 | 2    | 松前山 | 2 | 0  | 宮柱     | 0 | 3 |  |  |  |
| 明武谷 | 3 | 9  | 豊山         | 4 | 6    | 義ノ花 | 2 | 0  | 芳野嶺   | 1 | 0 |  |  |  |
| 若駒   | 1 | 1  | 若杉山       | 3 | 3    | 若秩父 | 6 | 8  | 若天龍   | 5 | 1 |  |  |  |
| 若浪   | 3 | 5  | 若鳴門       | 2 | 2    | 若ノ海 | 3 | 2  | 若ノ國   | 5 | 2 |  |  |  |
| 若乃洲 | 2 | 0  | 若乃花(初代) | 0 | 3    | 若羽黒 | 5 | 8  | 若見山   | 3 | 3 |  |  |  |

## 改名歴
- 高橋 克郎（たかはし かつろう、1953年1月場所）
- 前田川 克郎（まえだがわ -、1953年3月場所-1958年11月場所・1959年3月場所-1963年5月場所）
- 清錦 克郎（きよにしき -、1959年1月場所）
- 前田川 勝雄（まえだがわ かつお、1963年7月場所）
- 前田川 克（- かつ、1963年9月場所-1964年11月場所・1965年5月場所-1967年5月場所）
- 前田川 勝朗（- かつろう、1965年1月場所-同年3月場所）